# 和平街道 (太原市)
和平街道，是中华人民共和国山西省太原市万柏林区下辖的一个乡镇级行政单位。

## 行政区划
和平街道下辖以下地区：
新建西社区、西线社区、重院社区、和平北路西巷社区居委、前进路北社区、康乐社区、北二条社区、玉河街南社区、玉河街北社区、南社社区和窊流社区。